# Lymantria lapidicola
Lymantria lapidicola är en fjärilsart som beskrevs av Herrich-Schäffer 1852. Lymantria lapidicola ingår i släktet Lymantria och familjen tofsspinnare. Inga underarter finns listade i Catalogue of Life.